# Rue Meslay
Rue Meslay je ulice v Paříži. Nachází se ve 3. obvodu.

## Poloha
Jižní část leží v historické čtvrti Marais. Ulice vede od křižovatky s Rue du Temple a končí na křižovatce s Rue Saint-Martin. Na jihovýchod od Rue du Temple pokračuje Rue Béranger a na západ od Rue Saint-Martin na ni navazuje Rue Sainte-Apolline.

## Historie
Ulice nese jméno někdejšího majitele zdejších pozemků, kterým byl jistý Rouillé de Meslay. Ulice vznikla z velké části na návrší Saint-Martin, které vzniklo při stavbě příkopů městských hradeb za Karla V. a posléze bylo zvýšeno hromaděním odpadu. Tento kopec byl před rokem 1609 přeměněn na baštu jako součást opevnění Ludvíka XIII. Už na začátku 17. století existovala podél tohoto opevnění cesta. Vedla od brány Temple k této baště v místě současné Passage du Pont-aux-Biches. Cestu po roce 1670 nahradil Boulevard Saint-Martin.
Rue Meslay byla otevřena dle výnosu ze dne 22. prosince 1696, ovšem v následujících desetiletích zde probíhaly rozsáhlé terénní úpravy, které zahrnovaly částečné srovnání návrší. Její úplné dokončení v roce 1723 završila výstavba dvou domů, které přehradily přístup k Rue Saint-Martin.
Po roce 1700 se v ulici začali usazovat umělci. Mezi těmito umělci byli např. Robert Le Lorrain, Christophe-Gabriel Allegrain nebo Jean-Baptiste Pigalle.

## Zajímavé objekty
- dům č. 2: nacházela se zde Porte du Temple v bývalých městských hradbách
- dům č. 32: vstup do Passage Meslay
- dům č. 36: vstup do Passage des Orgues
- dům č. 37: vstup do Passage du Pont-aux-Biches
- dům č. 42: postaven kolem roku 1715 pro Jeana Pigalla, otce sochaře Jeana Baptisty Pigalla
- dům č. 46: narodila se zde George Sandová